# Milko Cibic
Milko (Ljudmil) Cibic, slovenski organist in zborovodja, * 11. september 1909, Prosek, Avstro-Ogrska (sedaj Italija), † 28. november 1999, Prosek, Italija.
Milko Cibic je posvetil svoje življenje slovenski pesmi in zborovskemu petju.

## Življenjepis
Glasbo je spoznal doma na Proseku pri stricu Dragu Cibicu, študij je nadaljeval na glasbenih tečajih, ki jih je prirejala šola sv. Cirila in Metoda v Trstu in pri skladatelju Viktorju Šoncu. Kot najstnik je sodeloval pri pevskem društvu Hajdrih, ki so ga fašistične oblasti nasilno ukinile. Pri 18. letih je na skrivaj prevzel vodstvo domačega zbora, pri 20. letih pa je postal zborovodja in organist v Križu pri Trstu. Bil je preganjan od fašističnega režima, v zaporu je preživel štiri leta, nekaj let je bil v konfinaciji. Od leta 1957 do smrti leta 1999 je bil organist in zborovodja na Proseku.

## Družina
Milko Cibic je bil brat Borisa Cibica in Ivana Cibica, bratranec Rajka Cibica, oče Majde Cibic ter ded Jadranke Cergol in Iztoka Cergola.

## Odlikovanja in priznanja
- Srebrna plaketa Javnega Sklada Republike Slovenije za kulturne dejavnosti - za dolgoletno in uspešno delo (1998)